# Logania granitica
Logania granitica är en tvåhjärtbladig växtart som beskrevs av A.J.Whalen och B.J.Conn. Logania granitica ingår i släktet Logania och familjen Loganiaceae. Inga underarter finns listade i Catalogue of Life.